# L'Ablation
 (novembre 2016).
Le romancier Tahar Ben Jelloun a présenté son livre L'Ablation comme étant une réflexion sur la vie, la maladie et la douleur avec des phrases courtes et directes pour mieux décrire la douleur.

## Le courage face au humiliation
L'Ablation est aussi le récit d’une humiliation, comme une des conséquences de l’ablation. C’est d’abord une amputation, c’est physique, c’est quelque chose qu’on retire. La prostate, ça ne se voit pas, mais il y a des conséquences psychique et physique énormes qui ne se voient pas. 

## Résumé
« Témoins vigilants, observateurs attentifs, il arrive parfois que les romanciers se voient confier des vies pour les raconter dans leurs livres. Ils font alors fonction d'écrivain public. C'est ce qui m'est arrivé il y a deux ans lorsqu'un ami, qui avait été opéré de la prostate, m'a demandé d'écrire l'histoire de son ablation. Je l'ai écouté pendant des heures. Je l'ai accompagné dans ses pérégrinations hospitalières. Je suis devenu ami avec le professeur d'urologie qui le suivait. L'idée d'un livre s'est imposée peu à peu. Un livre utile qui rendrait service aux hommes qui subissent cette opération, mais aussi à leur entourage, leur femme, leurs enfants, leurs amis, qui ne savent comment réagir. Mais la situation était délicate : fallait-il, comme le demandait mon ami, tout raconter, tout décrire, tout révéler ? Après réflexion, j'ai choisi de tout dire. »

— Tahar Ben Jelloun, L'Ablation ?, p. ???